# Медзибродје на Орави
Медзибродје на Орави (слч. Medzibrodie nad Oravou) насељено је мјесто са административним статусом сеоске општине (слч. obec) у округу Долни Кубин, у Жилинском крају, Словачка Република.

## Становништво
| Година:    | 1994. | 2004.   | 2014.    | 2024.    |
| ---------- | ----- | ------- | -------- | -------- |
| Број људи: | 416   | 438     | 503      | 626      |
| Разлика:   |       | +5,28 % | +14,84 % | +24,45 % |

| Година:    | 2023. | 2024.   |
| ---------- | ----- | ------- |
| Број људи: | 610   | 626     |
| Разлика:   |       | +2,62 % |

Према подацима о броју становника из 2011. године насеље је имало 478 становника.